# Steve Wozniak
Stephen Wozniak či Steve Wozniak (* 11. srpna 1950 San José) je americký počítačový inženýr, filantrop a jeden ze zakladatelů firmy Apple, kterou založil spolu se Stevem Jobsem a Ronaldem Waynem.
Je po něm pojmenována ulice v San José (stát Kalifornie), která se nazývá Woz Way. Ve Woz Way se nachází Children's Discovery Museum of San José, které Steve Wozniak dlouhodobě podporoval.

## Mládí
V rodném listě je uveden pod jménem „Stephan“, ale podle jeho matky se jednalo o chybu, chtěla, aby se jmenoval Stephen s „e“, takže se tak nyní jmenuje. Stephen Wozniak se narodil jako nejstarší ze tří sourozenců (má sestru a bratra), je synem Francise Jacoba Wozniaka a Margaret Louise Wozniakové. Otec pocházel z Michiganu a matka z Washingtonu. Wozniak je polského a německého původu. Vyrůstal v San José.

## Studium

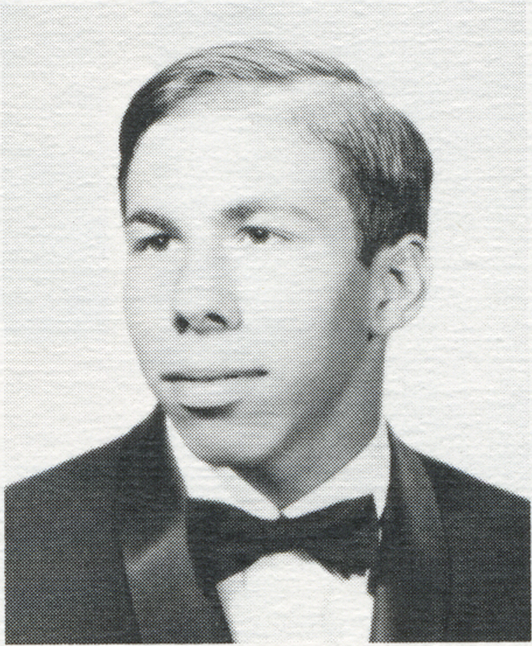
Fotografie Steva Wozniaka ze školní ročenky z roku 1968

Po studiu na Homesteadské střední škole (kterou navštěvoval i Steve Jobs, ale nebyli spolužáci z důvodu věkového rozdílu) studoval Steve Wozniak Coloradské univerzitě v Boulderu. Z důvodu finanční náročnosti studia přestoupil do De Anza Community College, kde studoval další rok. Studium však přerušil a věnoval se profesní dráze (pracoval v Hewlett-Packard a vyvíjel počítače Apple I a Apple II). K vysokoškolskému studiu se vrátil a dokončil jej na Kalifornské univerzitě v Berkeley.

## Kariéra
V letech 1973–1976 pracoval ve firmě Hewlett-Packard, kde navrhoval kalkulátory. Roku 1976 založil se Stevem Jobsem firmu Apple Computer, kde pracoval do roku 1985. Avšak i po opuštění společnosti Apple stále bere Steve Wozniak minimální plat, a je na výplatní pásce společnosti. Počítač Apple II, který zřejmě nejvíce pomohl úspěchu společnosti Apple, vyvíjel sám.[zdroj?] Byl proto klíčovou postavou úspěchu společnosti. Plat dostává za reprezentaci společnosti Apple. Jako důvod opuštění Applu uvádí Steve Wozniak práci na novém projektu, kdy s přáteli založil vlastní společnost CL 9 (název odvozen od Cloud 9, v překladu „sedmé nebe“), která vyvinula a uvedla do prodeje první univerzální dálková ovládání. Později pracoval jako učitel a věnoval se charitativním akcím v oblasti školství.
V roce 2006 vydal autobiografii s názvem iWoz.

## V kultuře
Steve Wozniak se velmi zajímal o kulturu. S první ženou Alice Robertson koupil biograf „Mayfair Theater v San José“.
V 80. letech organizoval také dva americké koncerty „US Festival“.
Objevil se:
- ve filmu Piráti ze Silicon Valley
- ve filmu Steve Jobs
- host v druhé epizodě čtvrté série seriálu Teorie velkého třesku[5]